# Castilleja scorzonerifolia
Castilleja scorzonerifolia är en snyltrotsväxtart som beskrevs av Carl Sigismund Kunth. Castilleja scorzonerifolia ingår i släktet målarborstar, och familjen snyltrotsväxter. Inga underarter finns listade i Catalogue of Life.

## Bildgalleri

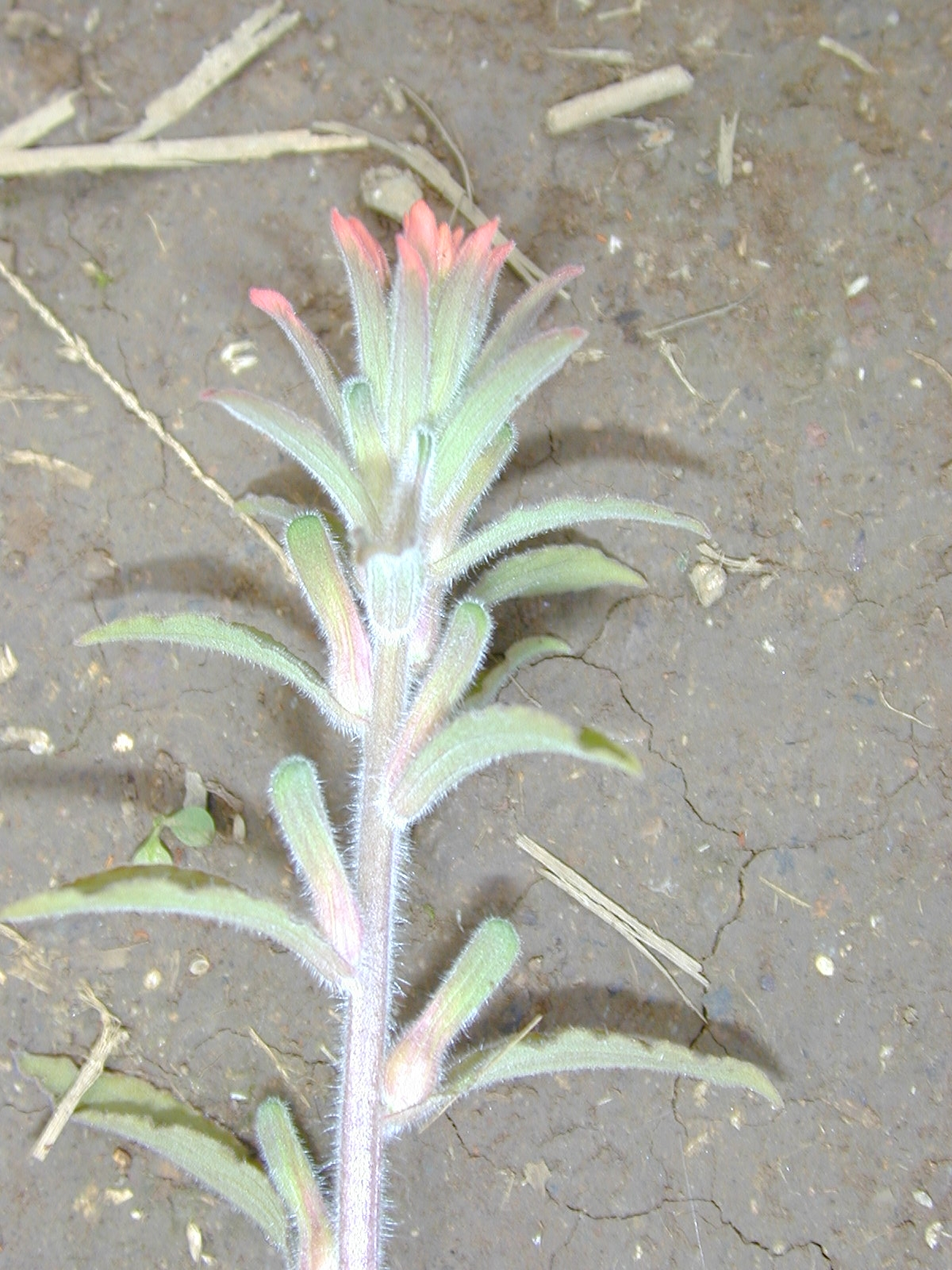
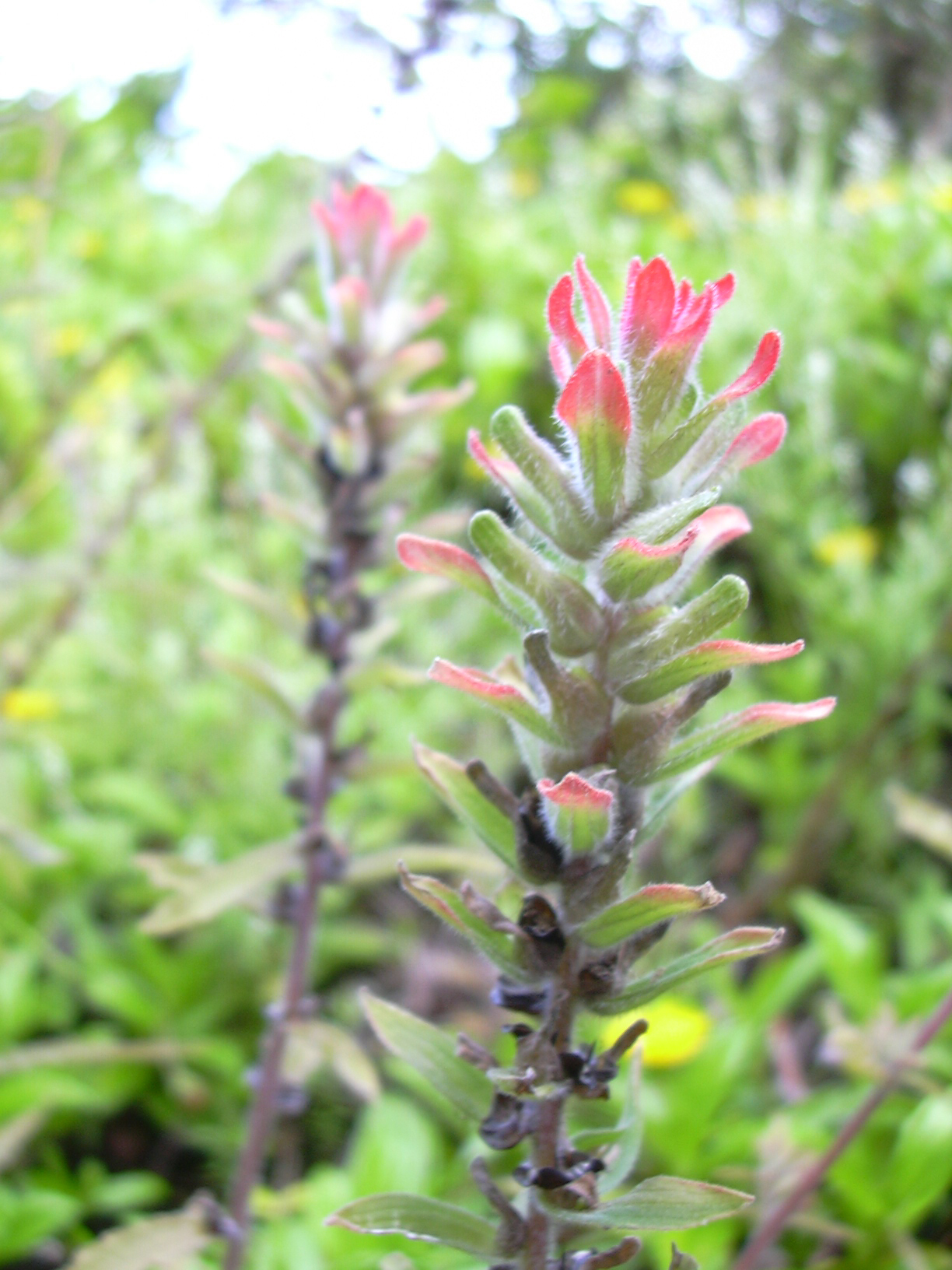